# 기약원
가환대수학에서 기약원(旣約元, 영어: irreducible element)은 정역의 원소 가운데, 0 또는 가역원이 아닌 두 원소의 곱으로 표현될 수 없는 것이다. 소원 및 소 아이디얼과 함께, 소수의 개념의 일반화의 하나이다.

## 정의
정역 {\displaystyle R}의 원소 {\displaystyle i\in R}가 다음 두 조건을 모두 만족시킨다면, 기약원이라고 한다.:284
- {\displaystyle i}는 0이 아니며, 가역원도 아니다.
- 임의의 {\displaystyle r,s\in R}에 대하여, 만약 {\displaystyle i=rs}라면, {\displaystyle r} 또는 {\displaystyle s} 가운데 적어도 하나는 가역원이다.

## 성질
정역의 원소들은 다음과 같이 네 종류로 분류된다.
- 0
- 가역원
- 기약원
- 두 개 이상의 0이 아닌 비가역원들의 곱 (이를 편의상 ‘합성원’이라고 하자)

이 종류들은 모두 서로소이다 (모든 원소는 정확하게 한 종류에 속한다).
정역에서 이들 사이의 곱셈은 다음과 같다.
| ×      | 0 | 가역원 | 기약원 | 합성원 |
| ------ | - | ------ | ------ | ------ |
| 0      | 0 | 0      | 0      | 0      |
| 가역원 | 0 | 가역원 | 기약원 | 합성원 |
| 기약원 | 0 | 기약원 | 합성원 | 합성원 |
| 합성원 | 0 | 합성원 | 합성원 | 합성원 |

### 함의 관계
정역에서, 모든 소원은 기약원이지만,:284, Proposition 8.11 그 역은 성립하지 않는다. 다만, 유일 인수 분해 정역에서는 기약원의 개념과 소원의 개념이 일치한다.

## 예
정수환 {\displaystyle \mathbb {Z} }의 기약원은 ±1×소수의 꼴인 정수이다. 이 경우, 모든 정수는 다음과 같이 네 종류로 분류된다.
- 0
- 가역원: ±1
- 기약원: ±소수
- 2개 이상의 기약원의 곱: ±합성수

체에서는 모든 원소가 0 또는 가역원이므로, 체는 기약원을 갖지 않는다.
다항식환 {\displaystyle K[x]}의 기약원을 기약 다항식이라고 한다.

### 소원이 아닌 기약원
유수가 1이 아닌 대수적 정수환 {\displaystyle \mathbb {Z} [{\sqrt {-5}}]}에서, 3은 기약원이지만 다음과 같이 소원이 아니다.:284
{\displaystyle 3\mid 9=(2+{\sqrt {-5}})(2-{\sqrt {5}})}
{\displaystyle 3\nmid 2+{\sqrt {-5}}}
{\displaystyle 3\nmid 2-{\sqrt {-5}}}

## 같이 보기
- 기약 다항식

## 참고 문헌
1. 1 2 3  Dummit, David S.; Richard M. Foote (2004). 《Abstract algebra》 (영어) 3판. Wiley. ISBN 978-0-471-43334-7. MR 2286236. OCLC 248917264. Zbl 1037.00003. [깨진 링크(과거 내용 찾기)]